# آيت خليفة (الخنك)
آيت خليفة هي إحدى مشيخات المملكة المغربية، تتبع جغرافيا لإقليم الرشيدية وإداريًا لالخنك. يقدر عدد سكانها بـ 443 نسمة حسب الإحصاء الرسمي للسكان والسكنى لسنة 2004.